# Saïdou Dicko
Pour les articles homonymes, voir Dicko.
Saïdou Dicko, né en 1979 à Déou (Burkina Faso), est un photographe burkinabé, également peintre et vidéaste, établi à Paris.

## Biographie
À l’âge de 5 ans, Dicko, berger Peulh, apprend à dessiner en recueillant les ombres
de ses moutons sur les sols du Sahel. Tout naturellement, l’ombre est présente dans l’ensemble de son travail. 
En 2005, il se lance dans la photographie. 6 mois après ses débuts photographiques, il présente sa première exposition dans le Off de la biennale de Dakar 2006 où il obtient un prix, le premier d’une longue série. 
Par la peinture, la photographie, la vidéo ou les installations, Dicko transforme la représentation des formes donnant vie à des phénomènes visuels, à des évènements physiques et psychologiques de la lumière, unissant les deux valeurs extrêmes qui sont au cœur du contraste noir et blanc. Il trouve plaisir à rassembler les opposés pour nous parler d’égalité, d’union, d’amour maternel, liberté, humanité.
Depuis, son travail a été présenté lors de beaucoup d’événements internationaux (biennales, foires internationales, expositions).
En 2012, il est cofondateur du collectif « Rendez-Vous d’Artistes» qui est une plateforme nomade où les artistes de tout bord : curateurs, galeristes, amateurs d’art, journalistes culturels … échangent. Ces échanges parfois aboutissent sur des projets d’expositions.
Depuis 2013, il est commissaire d’exposition (3th Biennale Internationale de Casablanca) et scénographe notamment au Maroc avec ARKANE AFRICA…
Son travail artistique continue d’évoluer grâce à ses voyages, son vécu, ses inspirations diverses et toujours sa quête d’un monde meilleur.
Sa nouvelle série « The Shadowed People » est le reflet de toutes ces années de travail et de recherche. Il nous présente des œuvres de plus en plus poétiques et à la fois poignantes qui le dévoilent de jour en jour. 

## Expositions & Récompenses

### Expositions personnelles
- 2018

The Shadowed People, ARTCO Gallery, Aachen, Allemagne
- 2016

Trans-Humance, Espace Usanii, Nevers, France
- 2014

Le Voleur d’ombres, Institut Français de Rome, Rome, Italie
- 2012

Der Schattendieb, ARTCO Gallery, Herzogenrath, Allemagne
- 2009

Alliance Française de Mbabane, Swaziland
Centre Culturel Franco-Mozambicain, Maputo, Mozambic
- 2008

Centre Culturel Français Georges Méliès, Ouagadougou, Burkina Faso
OFF Dak’Art 08, Institut français, Dakar, Senegal
- 2007

Le voleur d’ombres, Théâtre Flamand KVS, Bruxelles, Belgique
- 2006

Galerie Chab de Bamako, Mali
Quinzaine africaine, Gallery La Vénerie Espace Delvaux, Bruxelles, Belgique
OFF Dak’Art 06, Institut français, Dakar, Senegal

### Sélection d'expositions en groupe
- 2021

La poésie du lien, Afikaris Gallery, Paris, France
- 2020

Your Shadows, Afikaris Gallery, Paris, France
- 2019

1-54 London Art Fair, Londres, Royaume-Uni
Investec Cape Town, Cape Town, Afrique du sud
- 2018

AKAA, Paris, France
FNB Joburg Art Fair, Johannesburg, Afrique du sud
- 2016

Dakar-Martigny, Martigny, Switzerland
- 2015

L’Afrique a du génie, Foundation Attijariwafa bank, Casablanca, Maroc
- 2014

Still Fighting Ignorance & Intellectual Perfidy, Ben Uri Gallery and Museum Londres, Royaume-Uni
Marrakech Biennale, Maroc
- 2013

Rencontres d’Art Afrique-Moyen Orient, Casablanca, Maroc
- 2011

«Fronteiras, encontro de fotographia de Bamako», Calouste Gulbekian Foundation, Paris, France
Centro de Exposiciones Fernan Gomez, Madrid, Espagne
- 2010

Foto Museum Anvers, Belgique
- 2009

8th Bamako African Photography Meeting, Bamako, Mali
2nd Thessaloniki Biennale, Thessaloniki, Grèce
- 2008

Africa Now, World bank, Washington, USA
8th Dakar Biennale, Senegal
- 2007

7th Bamako African Photography Meeting, Bamako, Mali
Blachère Foundation, Apt, France

## Récompenses
- 2008

Prix OFF du public, European Union, 8th Dakar Biennale, Galerie Nationale, Senegal
Laureate of Thamgidi Foundation Prize, 8th Dakar Biennale, Galerie Nationale, Senegal
- 2007

Prix de la Francophonie: Best French speaker photographer, Bamako African Photography Meeting
- 2006

Lauréat of Blachère Fondation Prize, OFF of the 7th Dakar Biennale